# 明治三陸地震

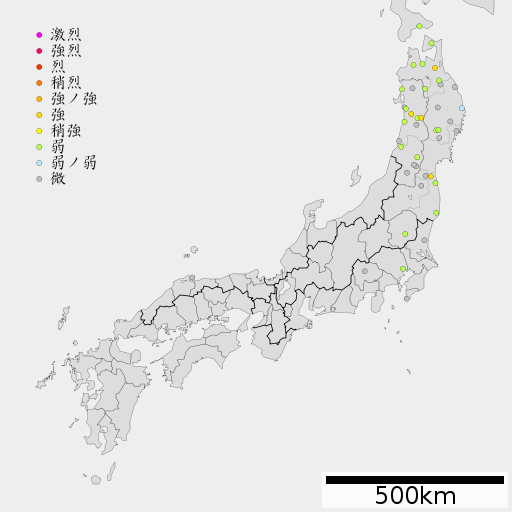
明治三陸地震の震度分布

明治三陸地震（めいじさんりくじしん）は、1896年（明治29年）6月15日午後7時32分30秒、日本の岩手県上閉伊郡釜石町（現・釜石市）の東方沖200kmの三陸沖（北緯39.5度、東経144度）を震源として起こった地震である。マグニチュード8.2- 8.5の巨大地震であった。さらに、東北地方太平洋沖地震前まで本州における観測史上最高の遡上高だった海抜38.2mを記録する津波が発生し、甚大な被害を与えた。
なお、当地震を機に「三陸海岸」という名称が広く使用され始めた（参照）。
1888年（明治21年）の磐梯山の噴火や1891年（明治24年）の濃尾地震のときから新聞報道が全国的にされるようになり、義援金が集まるようになった。

## 概要
各地の震度は2 - 3程度であり、緩やかな長く続く震動であったが誰も気にかけない程度の地震であった（最大は秋田県仙北郡の震度4）。地震動による直接的な被害はほとんどなかったが、大津波が発生し、甚大な被害をもたらした。
低角逆断層（衝上断層）型の海溝型地震と推定される。三陸沖地震の一つと考えられ、固有地震であるが、震源域は特定されていないため、発生間隔は数十年から百数十年と考えられる。
鳴動現象はこの地震でも報告があり、水澤町や二戸郡福岡町では地震動の到着から数分から10分後に遠雷あるいは発砲のような音を聞いた。
| 順位                                 | 名称                 | 発生日（JST）  | 規模（Mj）    |
| ------------------------------------ | -------------------- | -------------- | ------------- |
| 1                                    | 東北地方太平洋沖地震 | 2011年3月11日  | 8.4 （Mw9.0） |
| 2                                    | オホーツク海深発地震 | 2013年5月24日  | 8.3           |
| 3                                    | 千島列島沖地震       | 2007年1月13日  | 8.2           |
| 3                                    | 北海道東方沖地震     | 1994年10月4日  | 8.2           |
| 3                                    | 十勝沖地震           | 1952年3月4日   | 8.2           |
| 3                                    | 明治三陸地震         | 1896年6月15日  | 8.2           |
| 7                                    | 小笠原諸島西方沖地震 | 2015年5月30日  | 8.1           |
| 7                                    | 択捉島沖地震         | 1963年10月13日 | 8.1           |
| 7                                    | 択捉島沖地震         | 1958年11月7日  | 8.1           |
| 7                                    | 昭和三陸地震         | 1933年3月3日   | 8.1           |
| 規模は宇津ほか（2010）・気象庁による |                      |                |               |

## 各地の震度
地震の観測は、中央気象台（現気象庁）および測候所のほか、郡役所などの委託観測所でも行われ、報告されていた。当時の震度階級は「烈」（震度6弱以上に相当）、「強」（4-5強）、「弱」（2-3）、「微」(1)の4段階であり、本地震では弱震および微震の範囲が広く分布していたが、一部「強」と報告された場所もあった。
直後に津波に襲われることとなる三陸沿岸では、節句や日清戦争の勝利を祝っている中で発生した揺れの小さな地震であり、気にとめない人々も多かった。
| 震度    | 観測所 |
| ------- | --- |
| 強      | 上北郡、仙北郡強首村、仙北郡千屋村、亘理郡 |
| 弱      | 十勝大津村、函館（測）、青森町（測）、三戸郡、北津軽郡、下北郡、胆沢郡、鹿角郡、稗貫郡、秋田市（測）、仙北郡、山本郡能代港町、相馬郡、石城郡、北村山郡、東田川郡、由利郡、宇都宮市（測）、東京市（中央気象台） |
| 微 - 弱 | 宮古町（測） |
| 微      | 根室（測）、二戸郡、南岩手郡、西岩井、南九戸郡、西閉伊郡、気仙郡、南秋田郡、平鹿郡沼館村、北秋田郡鷹巣村、福島町（測）、刈田郡、山形市（測）、西置賜郡、東村山郡、飽海郡、東茨城郡、安房郡、甲府市（測）、境町 |

## 明治三陸大津波

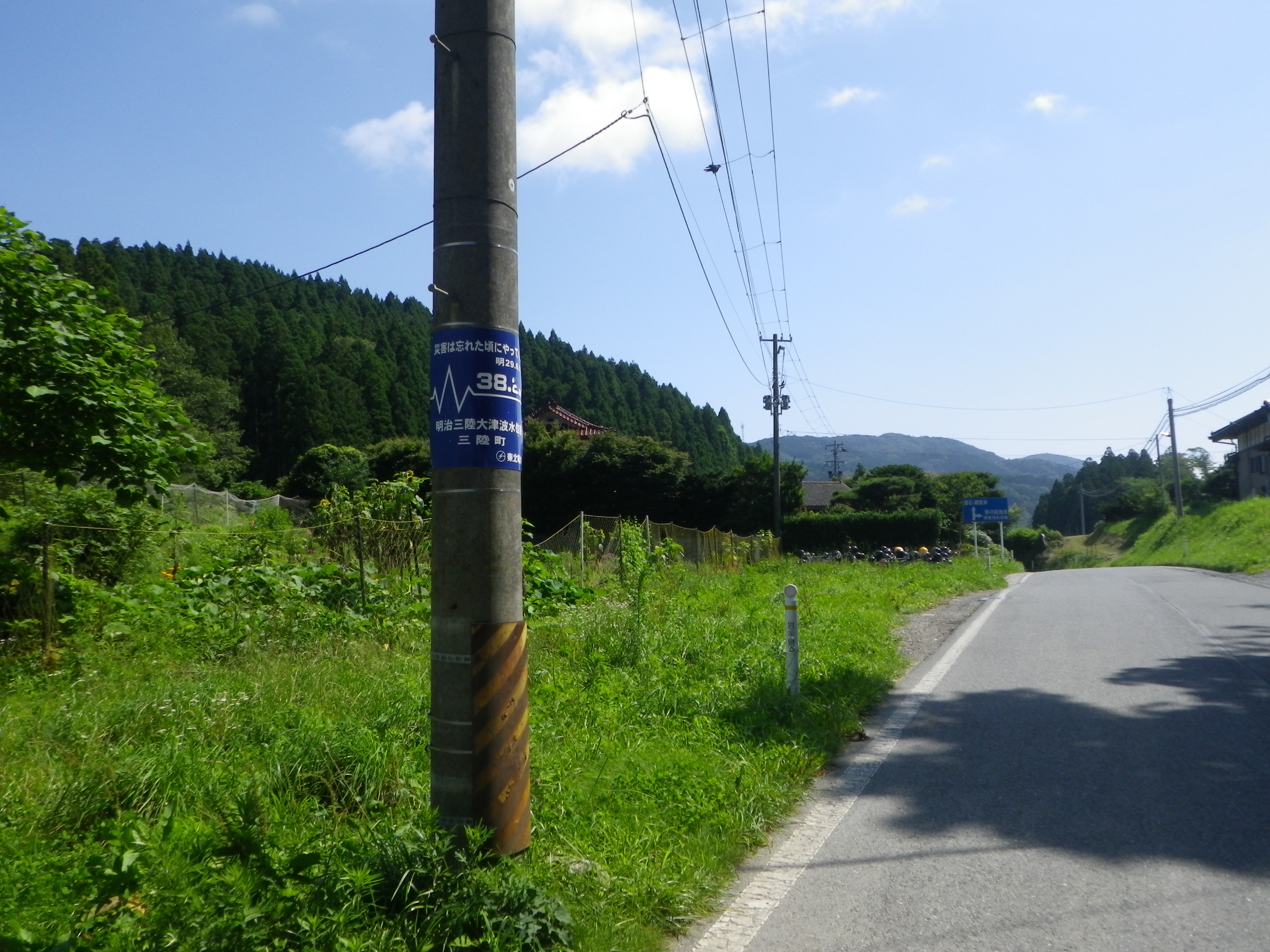
明治三陸津波の遡上最高地点。大船渡市三陸町綾里

大津波の第一波は、地震発生から約30分後の午後8時7分に記録されている。到達した範囲は北海道から宮城県にわたった。
遡上高は、北海道庁幌泉郡（現北海道幌泉郡えりも町）の襟裳岬では海抜4m、青森県三戸郡八戸町近辺（現在の八戸市内丸あたり）で3m、宮城県牡鹿郡女川村（現女川町女川浜女川）で3.1mであった。岩手県の三陸海岸では下閉伊郡田老村（現宮古市田老地区）で14.6m、同郡船越村（現下閉伊郡山田町船越）で10.5m、同郡重茂村（現宮古市重茂）で18.9m、上閉伊郡釜石町（現釜石市釜石）で8.2m、気仙郡吉浜村（旧気仙郡三陸町吉浜、現大船渡市三陸町吉浜）で22.4m、同郡綾里村（旧気仙郡三陸町綾里、現大船渡市三陸町綾里）で21.9mと、軒並み10mを超える到達高度を記録している。
特に綾里湾の奥では入り組んだ谷状の部分を遡上して、日本の本州で観測された津波では当時もっとも高い遡上高である海抜38.2mを記録した。
小説家・吉村昭は、ルポルタージュ『三陸海岸大津波』のために、この災害に関する証言収集の一環として、1970年（昭和45年）に岩手県田野畑村羅賀を訪問した。津波発生時に10歳であった中村丹蔵（インタビュー当時85歳）から海抜50m近くあった自宅にすごい勢いで津波が浸水してきたという証言を得たと記しているが、海洋学者・三好寿は「件の老人の家は、国土地理院の地図によると海抜25m程度に位置し、50mという値は『吉村と老人の会話の食い違い』から生じた誤認であった」との見解を示している
文春文庫版p25-27、p117によれば、自宅を現地調査のうえで執筆しており、自宅で『40mぐらいはあるでしょうか』という筆者の問いに、村長（早野仙平）が『いや、50mはあるでしょう』と答えている。
羅賀には、海岸から360m、標高25-28mのところに津波石がある。明治三陸地震津波で打ち上げられ、高さ2m以上、重さは約20tあるという。遡上高はもっと高かった。東日本大震災での羅賀地区での遡上高は27.8mだった。
三陸海岸の北部は40年前の安政3年（1856年）に発生した安政八戸沖地震においても津波を受けているが、波高も高くなく被害も限定的だった。このことが、津波に対する軽視や油断を生んだ可能性も指摘されている。
なお、この日は旧暦では5月5日にあたっていたが、当時のこの地域では依然として旧暦によって祝い事をする人々も多く、端午の節句の祝いを行っている最中に津波の直撃を受けた例も多かったという。

### 日本国外への余波
アメリカ合衆国のハワイ州には全振幅2.4- 9.14mの高さの津波が到来し、波止場の破壊や住家複数棟の流失などの被害が出た。また、アメリカ本土ではカリフォルニア州で最大9.5ft（約2.90m）の高さの津波を観測したが、被害は記録されていない。

### 津波の観測値（まとめ）
日本国内は緯度の高い地域から、国外は震源に近い地域から、順に記載する。数値は最大値。
| 国             | 地域                                             | 波高 （海抜）     | 遡上高 （海抜） |
| -------------- | ------------------------------------------------ | ----------------- | --------------- |
| 日本           | 北海道庁幌泉郡（現北海道幌泉郡えりも町）の襟裳岬 |                   | 04m             |
| 日本           | 青森県三戸郡八戸町近辺（現八戸市内丸あたり）     |                   | 03m             |
| 日本           | 岩手県下閉伊郡田老村（現宮古市田老）             |                   | 14.6m           |
| 日本           | 岩手県下閉伊郡重茂村（現宮古市重茂）             |                   | 18.9m           |
| 日本           | 岩手県下閉伊郡船越村（現下閉伊郡山田町船越）     |                   | 10.5m           |
| 日本           | 岩手県上閉伊郡釜石町（現釜石市釜石）             |                   | 08.2m           |
| 日本           | 岩手県気仙郡吉浜村（現大船渡市三陸町吉浜）       |                   | 22.4m           |
| 日本           | 岩手県気仙郡綾里村（現大船渡市三陸町綾里）       |                   | 21.9m           |
| 日本           | 岩手県・綾里湾の奥（綾里村近隣）                 |                   | 38.2m           |
| 日本           | 宮城県牡鹿郡女川村（現牡鹿郡女川町女川浜女川）   |                   | 03.1m           |
| アメリカ合衆国 | ハワイ州                                         | 30ft（約9.14m）   |                 |
| アメリカ合衆国 | カリフォルニア州                                 | 09.5ft（約2.90m） |                 |

## 被害
日本国内

行方不明者が少ない理由について、震災後当初は宮城県の一部や青森県では検死を行い、死者数と行方不明者数を別々に記録し発表していたが、「生存者が少ない状況で煩雑な検死作業をしていられなかった」というなかで「検死を重視していなかった」などの社会背景により、「行方不明者」という概念はなくなり、死亡とみなされる者はすべて「溺死」あるいは「死亡」として扱われた。
- 人的被害
  - 死者・行方不明者合計：2万1959人（北海道：6人、青森県：343人、岩手県：1万8158人、宮城県：3,452人）
    - 死者：2万1915人
    - 行方不明者：44人

  - 負傷者：4,398人
- 物的被害
  - 家屋流失：9,878戸
  - 家屋全壊：1,844戸
  - 船舶流失：6,930隻
  - その他：家畜・堤防・橋梁・山林・農作物・道路などの流失・損壊。

日本国外
「日本国外への余波」の節を参照のこと。

## メカニズム
明治三陸地震は、震度が小さいにもかかわらず巨大な津波が発生し2万人を超える犠牲者が出た。これは、この地震が巨大な力（マグニチュード8.2- 8.5）を持ちながら、ゆっくりと動く地震であったためである。最近の研究では、このとき、北アメリカプレートと太平洋プレートが幅50km、長さ210kmにわたって12 - 13mずれ動いたことが分かってきた。太平洋プレートの境界面には柔らかい堆積物が大量に溜まっており、それが数分にわたってゆっくり動いたと推定される。その独特の動きが激しく揺れる地震波よりもはるかに大きなエネルギーを海水に与えたと考えられる。また、地震動の周期自体も比較的長く、地震動の大きさのわりに人間にはあまり大きく感じられない、数秒周期の揺れが卓越していた。このため、震度が2 - 3程度と小さく、危機感が高まりにくかったと考えられる。
この地震により震源域の海水は64km3が海面より持上げられ、強大な津波を発生したと推定されている。
2011年に発生した東北地方太平洋沖地震では地震波の解析によりプレート境界において、陸地側の深部における高周波地震動を伴う断層の滑りと、海溝側の浅部におけるダイナミックオーバーシュートと呼ばれる低周波地震動を伴う蓄積量を越える滑りが交互に発生したと推定されている。このうち、強大な津波を発生させたのは海溝側の浅部の滑りであり、明治三陸地震では海溝側の浅部における滑りのみが発生したものと理解される。
日本では後年、明治三陸地震や1946年アリューシャン地震のような地震発生時の地殻変動が通常の地震に比べて急激ではなくゆっくりと長時間続く地震を「ゆっくり地震」、それにより地震動が小さいにもかかわらず大きな津波を発生させることのある地震を「津波地震」と言うようになった。

## 規模
震度分布に基づき、河角廣はMK = 5.4としてマグニチュード M = 7.6を与えていた（M = 4.85 + 0.5 MK）。また、周期約20秒の地震波に基づく表面波マグニチュード (Ms) は7.2 - 7.4、あるいはMs 7.9と推定されていた。
震源断層モデルからモーメントマグニチュード (Mw) は地震モーメントM0 = 5.9×1021N・m (Mw = 8.4)、あるいはM0 = 6.3×1021N・m (Mw = 8.5)、と推定され、津波マグニチュード (Mt) は日本近海の津波遡上高から8.2、また日本国外に波及した津波の規模から8.6にも達するとの推定もある。

## 誘発地震
本震に影響を受け、震源域および余震域から離れた地域でも規模の大きな誘発地震が発生している。
- 2か月半後の1896年（明治29年）8月31日：岩手県と秋田県の県境付近で陸羽地震 (M7.2) が発生[35]。
- 8か月後の1897年（明治30年）2月20日：宮城県沖地震 (M7.4) が発生。
- 1年1か月半後の1897年（明治30年）8月5日：三陸沖の地震 (M7.7) が発生。
- 1年10か月後の1898年（明治31年）4月23日：宮城県沖の地震 (M7.2) が発生[35]。
- 37年後の1933年（昭和8年）3月3日の昭和三陸地震 (M8.1) は、この地震のアウターライズ地震と推定されている。

## 当時の錦絵
小国政こと五代目歌川国政の手になる錦絵瓦版『明治丙申三陸大海嘯之實況（めいじ ひのえ さる さんりく だいかいしょう の じっきょう）』は、この災害に対する当時の人々の捉え方を今日に伝えている（東京大学地震研究所所蔵）。巨大な津波が川に入って逆流する海嘯となって人や民家、木々やらのもろもろを容赦無く呑みこんでゆき、周りでは寺社が炎上しているなど、多少の脚色（木桶風呂に逃げ込み生き延びた女性が入浴中の姿である等）を交えながら描いている。